# Ottokar Schlechta von Wschehrd
Ottokar Maria Schlechta von Wschehrd, född 20 juli 1825 i Wien, död där 18 december 1894, var en österrikisk friherre, diplomat, orientalist och skald. Han var son till Franz Xaver Schlechta von Wschehrd. 

## Biografi
Schlechta von Wschehrd  utbildade sig vid den orientaliska akademien i Wien och trädde därefter i diplomatisk tjänst i Konstantinopel. År 1861 blev han direktör för den orientaliska akademien i Wien och 1870 sändes han som generalkonsul till Bukarest. Senare var han österrikiskt sändebud i Persien. Schlechta von Wschehrd attraherades av den orientaliska poesin och gav ut en rad översättningar som vittnar om hans diktarbegåvning och om hans förståelse och kärlek för Orienten. Bland dem märks Djâmis "Behâristân", Saadis "Bûstân", Ibn Jemins brottstycken och Firdausis "Jûsuf og Zalîkha" (Suleicha). Han skrev också ett antal böcker om Orientens historia och en turkisk framställning om den europeiska folkrätten. Hans stora samling av orientaliska handskrifter blev efter hans död inlemmad i det kejserliga biblioteket i Wien.